# برانسون وست (میزوری)
برانسون وست (به انگلیسی: Branson West) یک شهر در ایالات متحده آمریکا است که در شهرستان استون، میزوری واقع شده‌است. برانسون وست ۱۱٫۶۳ کیلومتر مربع مساحت و ۴۷۸ نفر جمعیت دارد و ۴۱۷ متر بالاتر از سطح دریا قرار دارد.